# Rilchingen-Hanweiler
Ne doit pas être confondu avec Hanviller.
Rilchingen-Hanweiler (Rilching-Hanviller en français) ou Hanweiler Bad Rilchingen, est un écart de la commune allemande de Kleinblittersdorf en Sarre.
Il est limitrophe de la ville française de Sarreguemines.

## Géographie
Rilchingen-Hanweiler est frontalier avec Welferding et Sarreguemines-Centre. Les limites du village sont définies au Sud-Est, au Sud et à l'Ouest par les rivières de la Blies et de la Sarre. Ces dernières correspondent également à la frontière entre l'Allemagne et la France.
La superficie du village est de 311 hectares dont 20,5 ha de forêts, 120 ha de terres agricoles et 25 ha de surfaces industrielles et commerciales.

### Transports
- Gare de Hanweiler-Bad Rilchingen

## Histoire
En 1781 Rilchingen et Hanweiler sont séparés de Welferding. À la suite d'un échange de territoires, Welferding et Woustviller passent sous le contrôle de la France alors que Rilchingen et Hanweiler restent des propriétés de la Maison de Leyen jusqu'à la Révolution française. Par la suite le territoire appartient successivement au département de la Sarre, en 1815 à la suite du traité de Paris au Royaume de Prusse, en 1920 à la suite du traité de Versailles au territoire du Bassin de la Sarre, après un plébiscite le territoire passe sous contrôle de l'Allemagne nazie, de 1945 à 1947 sous administration alliée avant d'appartenir au protectorat de Sarre et depuis le 1er janvier 1957 à la république fédérale d'Allemagne.
Le 1er janvier 1974 Rilchingen-Hanweiler est rattaché à la commune de Kleinblittersdorf.

## Lieux et monuments

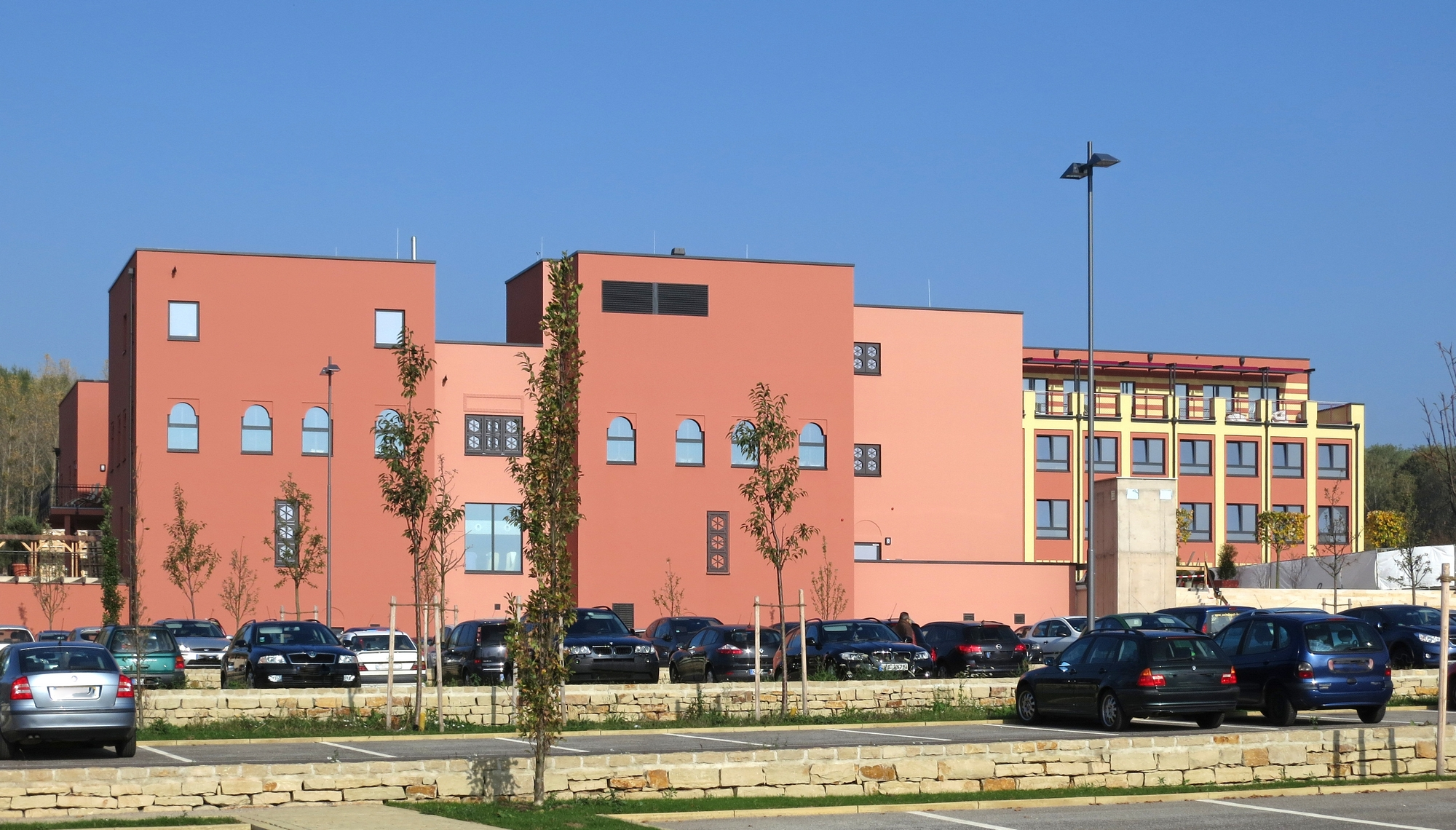
Les thermes de Rilchingen